# Herguijuela de la Sierra
Herguijuela de la Sierra est une commune de la province de Salamanque dans la communauté autonome de Castille-et-León en Espagne.

## Géographie

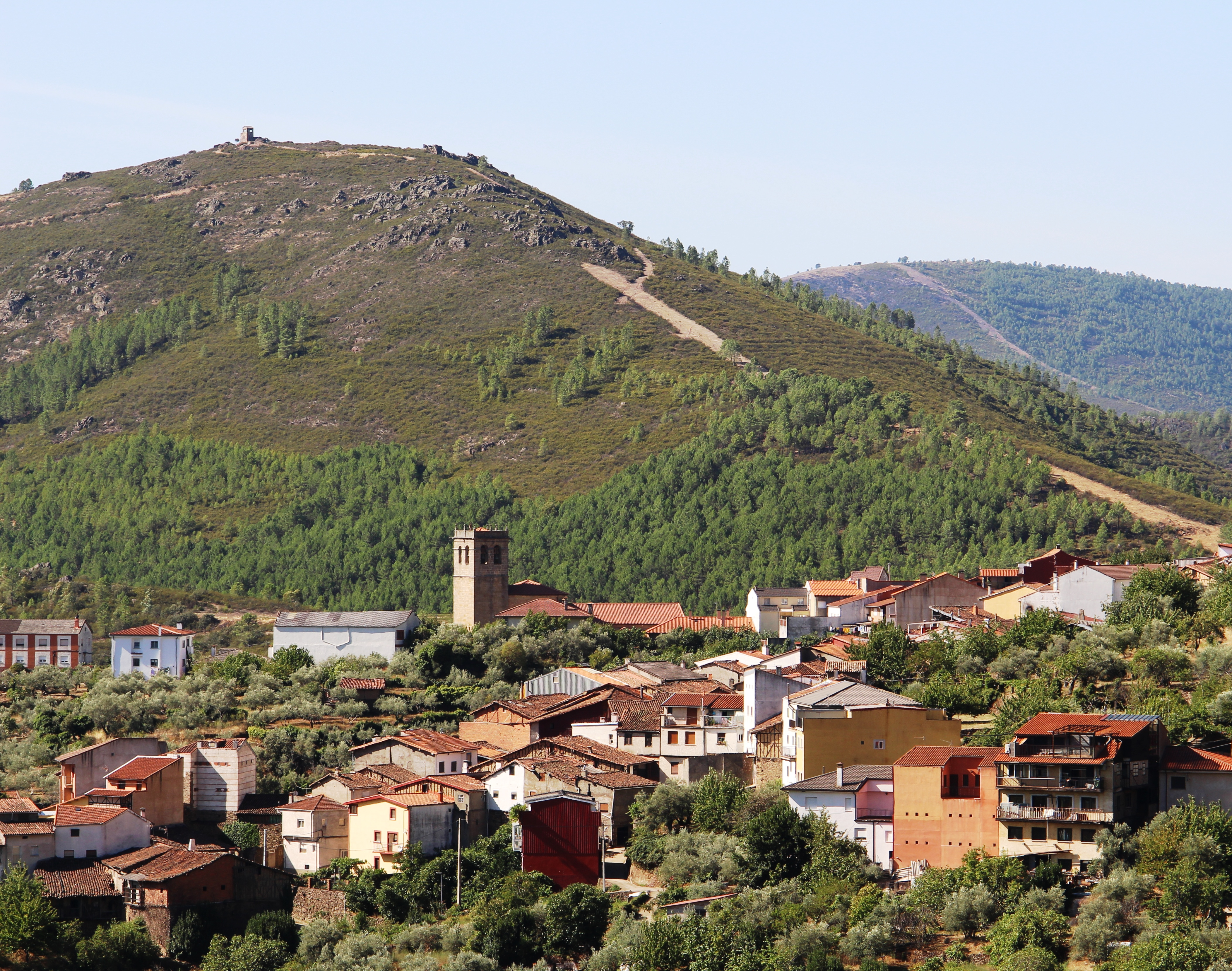
Vue du village.

### Communes limitrophes
|           | La Alberca, Madroñal     |             |
| Ladrillar | Herguijuela de la Sierra | Sotoserrano |
|           | Caminomorisco            |             |

### Climat
Voici ci-dessous, un tableau du climat du village de Herguijuela de la Sierra :
Le climat à Herguijuela de la Sierra (en °C et mm, moyennes journalières entre 1971 et 2003)
| Mois                             | Janv. | Fév.  | Mars | Avril | Mai   | Juin | Juil. | Août | Sept. | Oct.  | Nov.  | Déc.  | Année  |
| Temp. moyennes journalières (C°) | 6,6   | 8,2   | 10,9 | 12.6  | 16,2  | 21,3 | 25,2  | 25,3 | 20,6  | 14,6  | 10,4  | 7.4   | 14,9   |
| Précipitations totales (mm)      | 175.7 | 126,5 | 83,8 | 115,4 | 113,9 | 45,6 | 15,3  | 13,4 | 70,3  | 166,4 | 168,9 | 206,3 | 1301,5 |
| -------------------------------- | ----- | ----- | ---- | ----- | ----- | ---- | ----- | ---- | ----- | ----- | ----- | ----- | ------ |

Source : Ministère de l’Agriculture et de l’Environnement. Date de précipitations pour la période de 1971-2003
et des températures pour la période de 1972-2003 à Herguijuela de la Sierra.

## Démographie
Évolution démographique depuis 1900
| 1900 | 1910 | 1920 | 1930 | 1940 | 1950 | 1960 | 1970 | 1981 | 1991 | 2000 | 2014 | 2017 | 2019 |
| ---- | ---- | ---- | ---- | ---- | ---- | ---- | ---- | ---- | ---- | ---- | ---- | ---- | ---- |
| 713  | 766  | 667  | 682  | 792  | 787  | 737  | 590  | 486  | 345  | 326  | 295  | 271  | 250  |

## Administration

### Mairie

Sélection de vues du village.
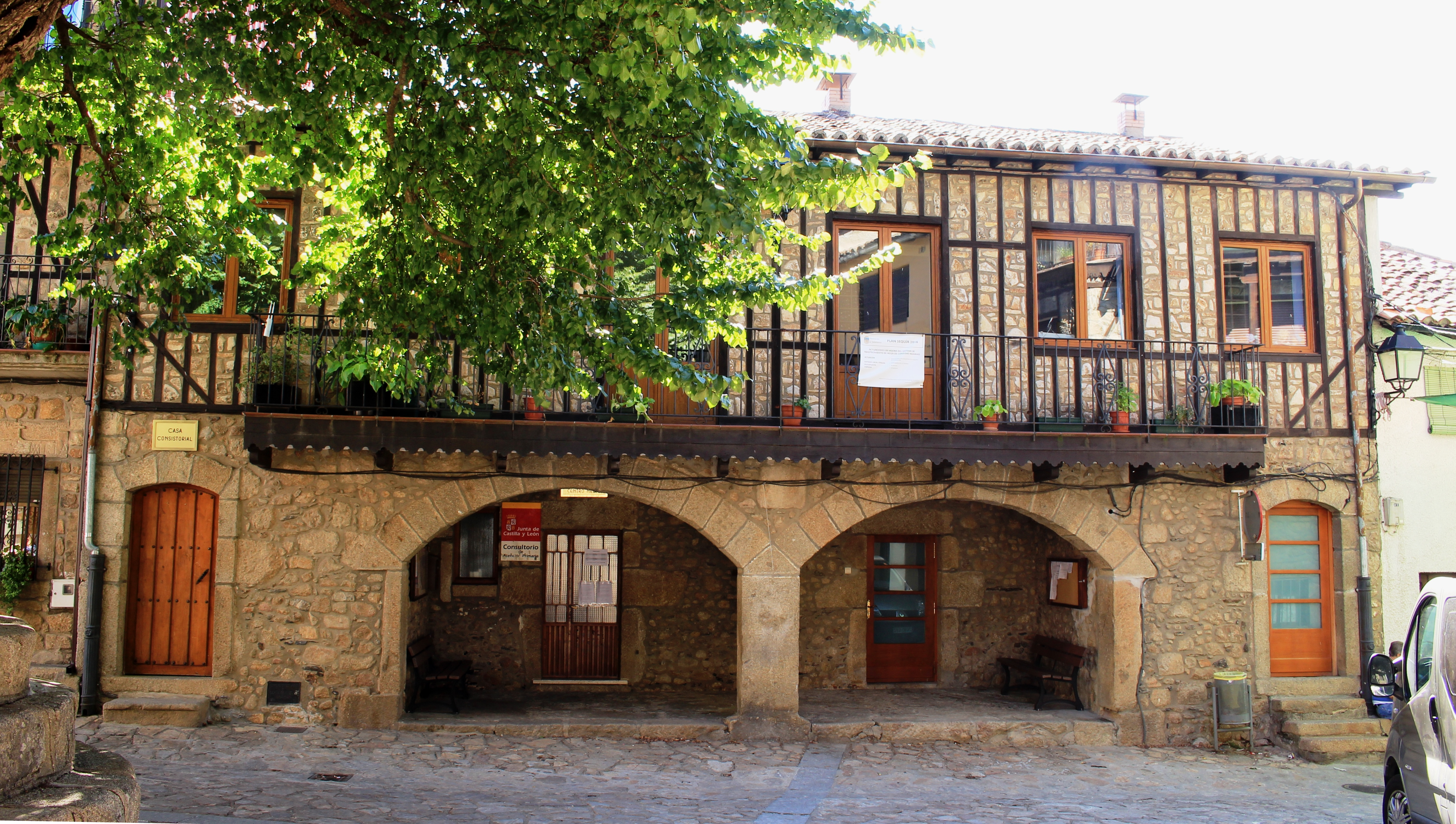
La mairie
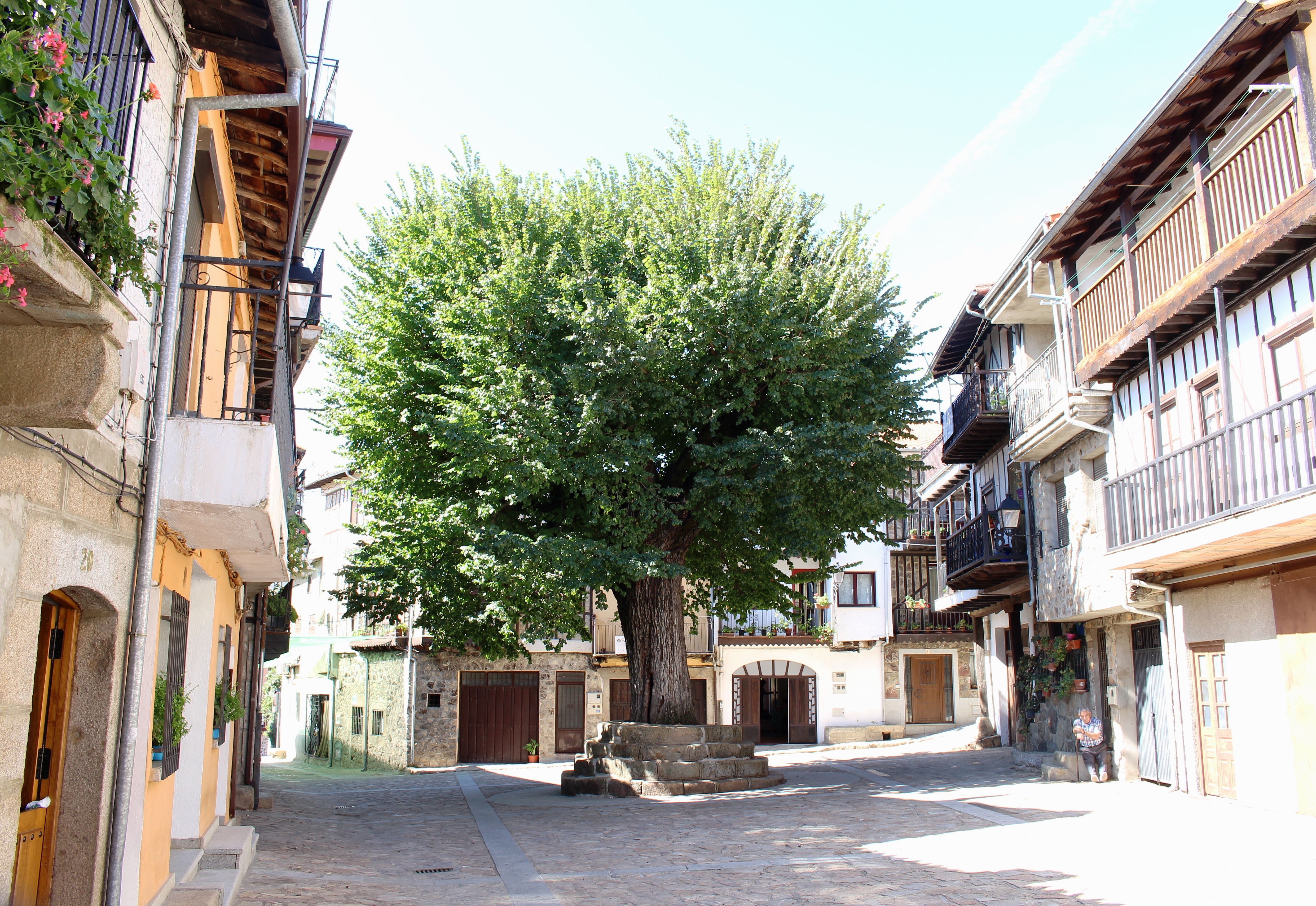
La place du village
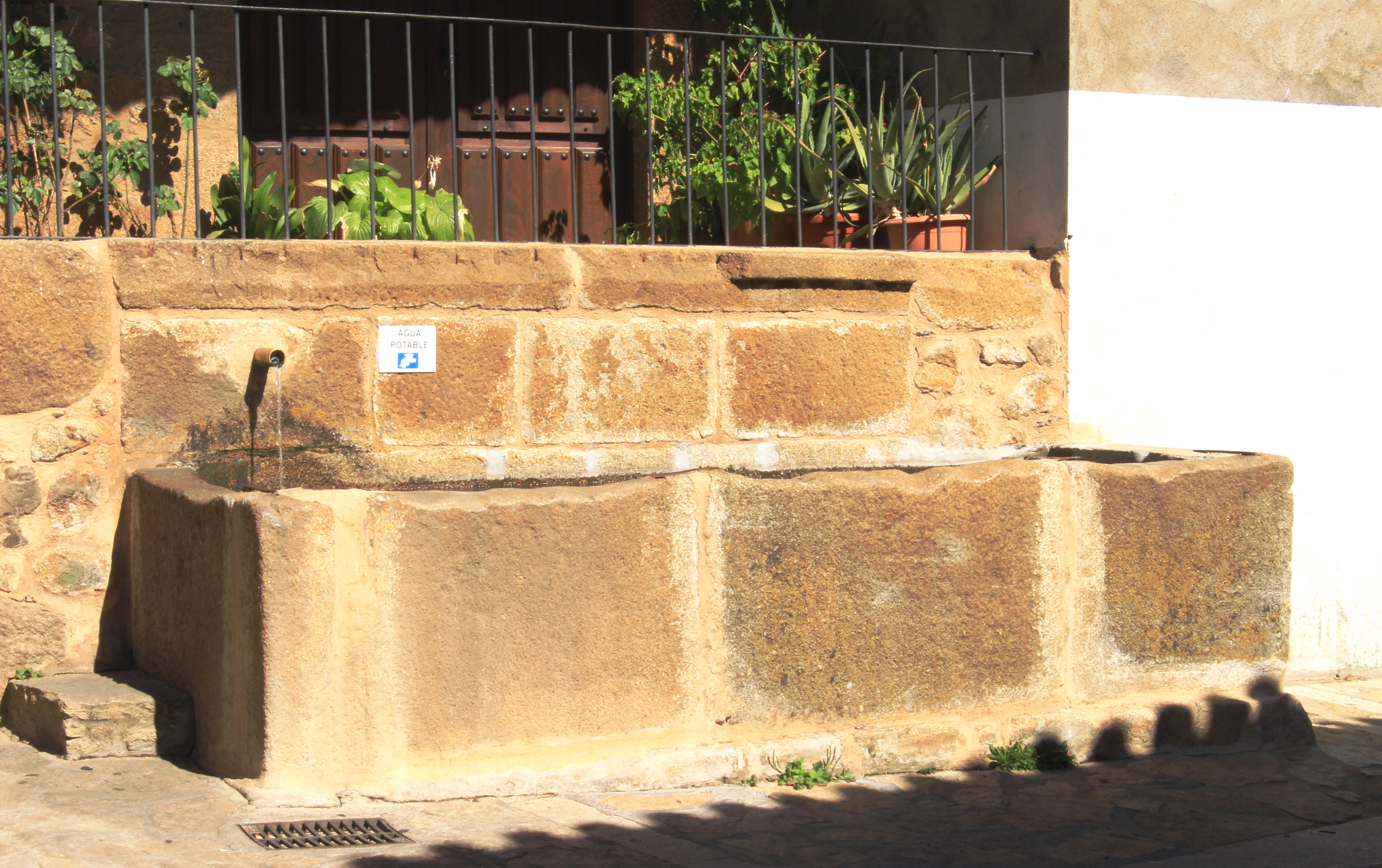
La fontaine

## Culture et patrimoine

### Lieux et monuments
- L'Église paroissiale du XVe siècle.
- La Ermita del Humilladero qui est située dans le village. Comme de coutume le Christ est sorti en procession dans les rues le Jeudi Saint de Semaine Sainte.

### Fêtes patronales
Le 16 juillet : Notre-Dame du Mont-Carmel.

Sélection de vues des édifices religieux.
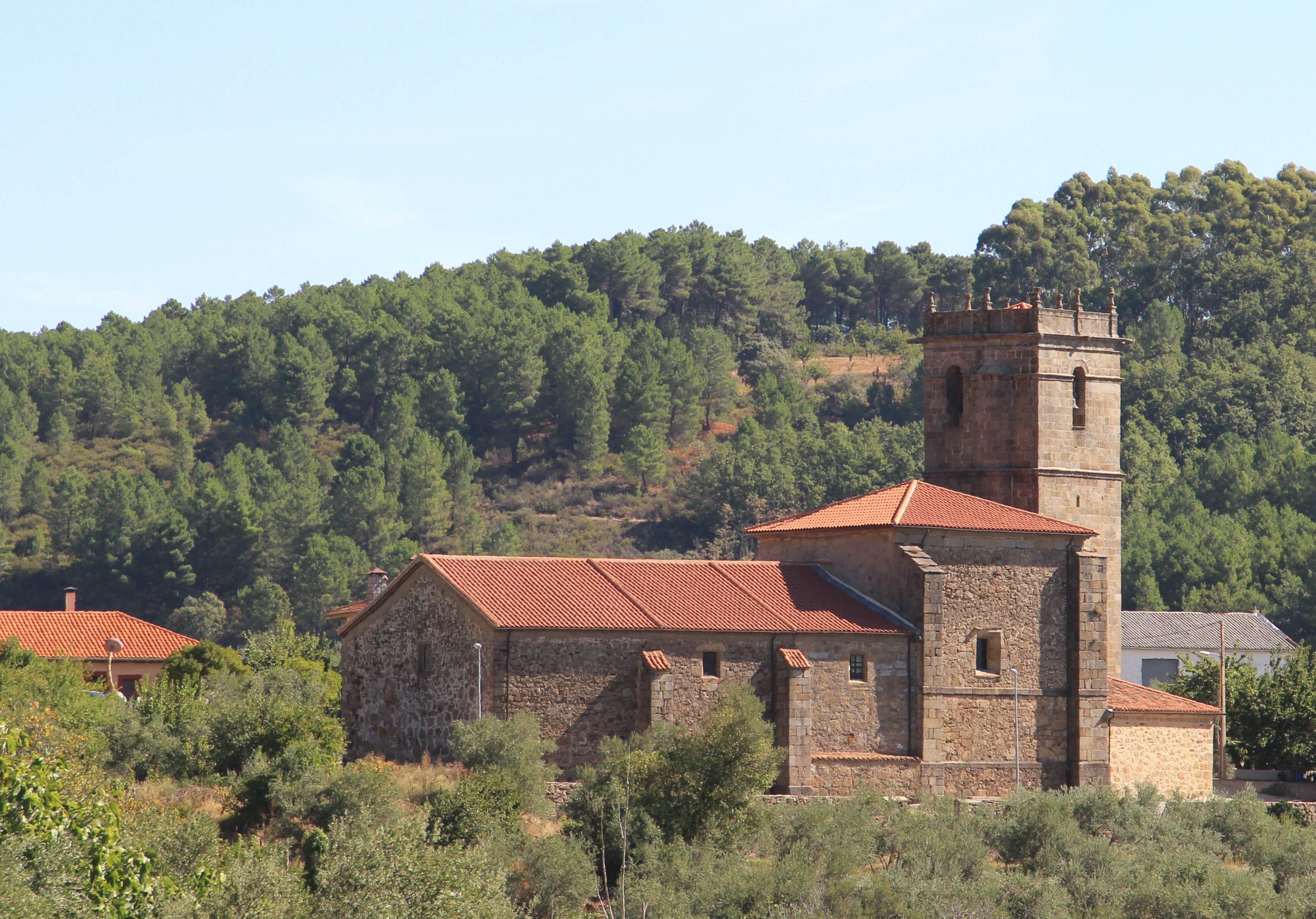
L'Église
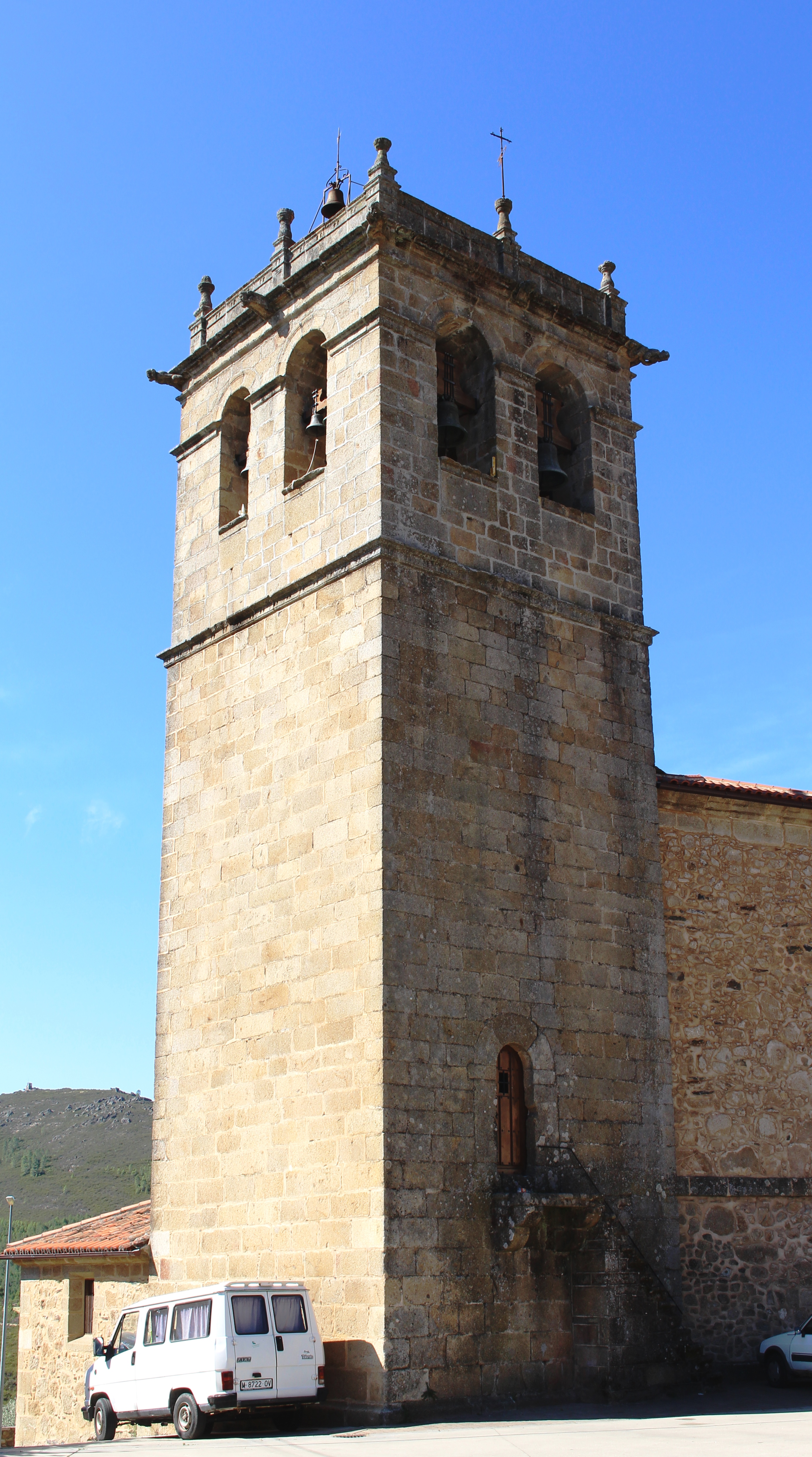
Le clocher
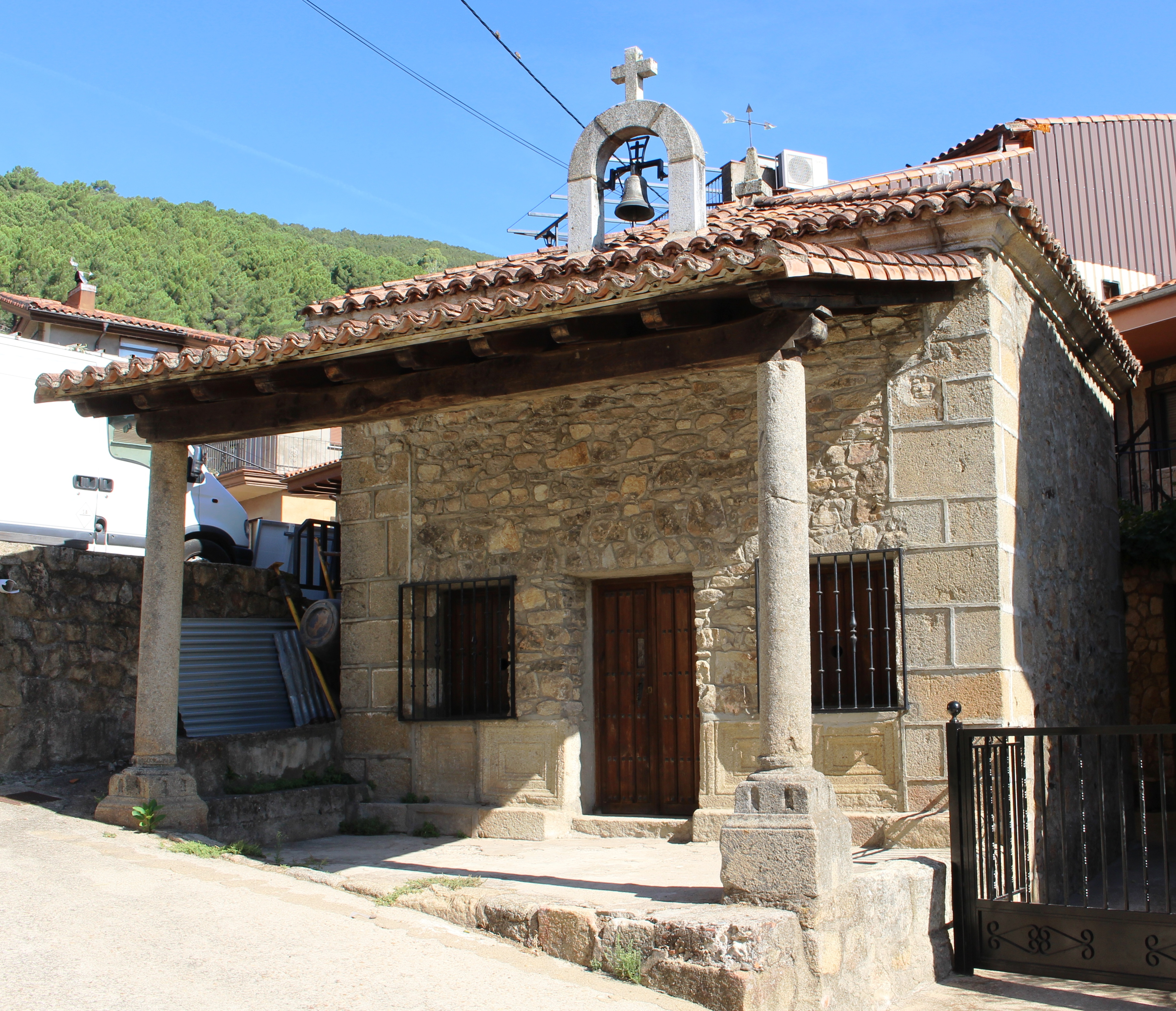
L'ermitage del Humilladero